# Noto (Ishikawa)
Pour les articles homonymes, voir Noto.
Noto (能登町, Noto-chō) est un bourg du district de Hōsu, dans la préfecture d'Ishikawa au Japon, sur la péninsule de Noto.

## Géographie

### Démographie
Au 1er juin 2019, la population de Noto s'élevait à 15 932 habitants répartis sur une superficie de 273,45 km2.